# الأغورا اليونانية

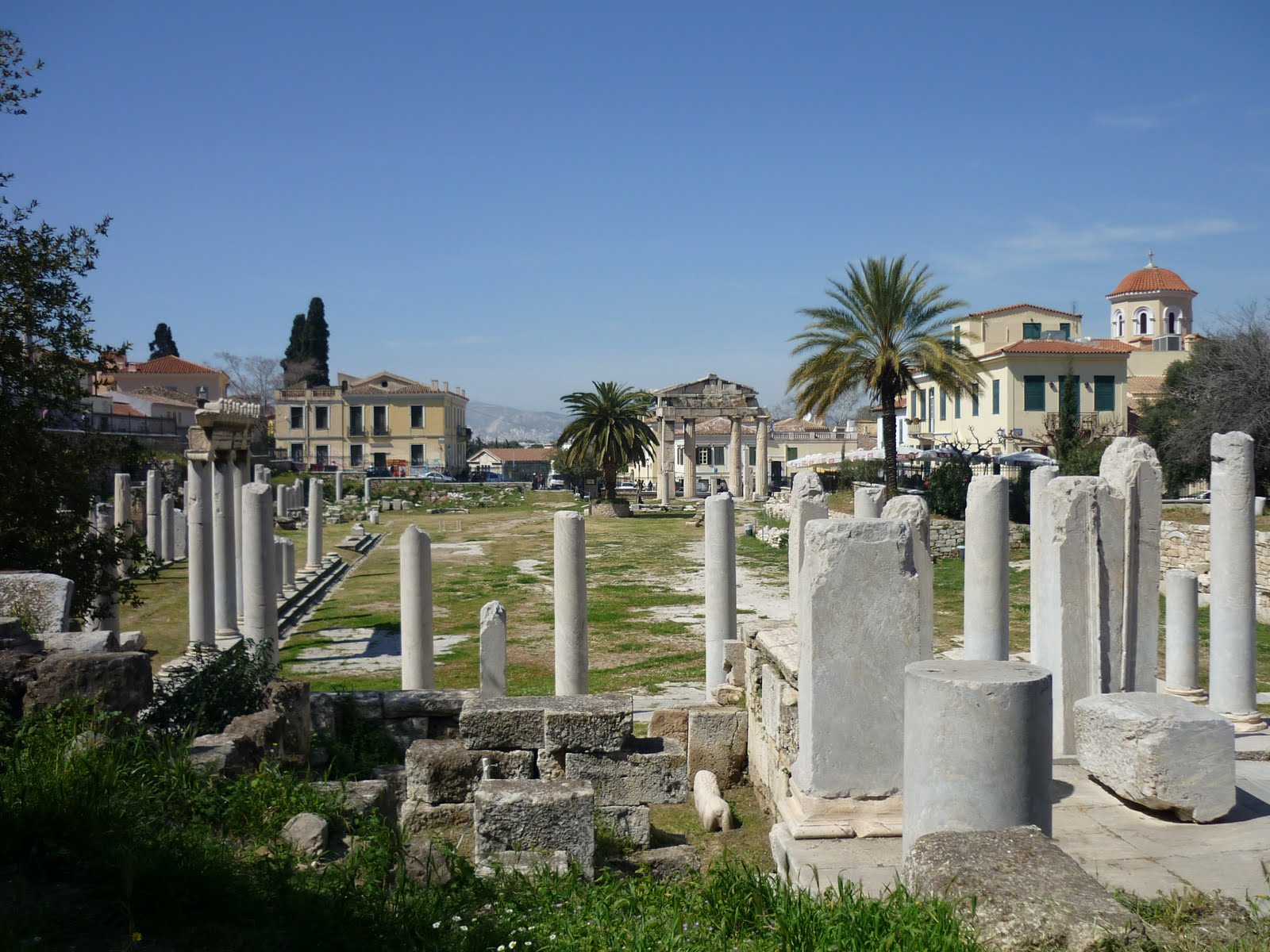
بقايا من الأغورا الرومانية بُنيت في أثينا خلال فترة اليونان الرومانية

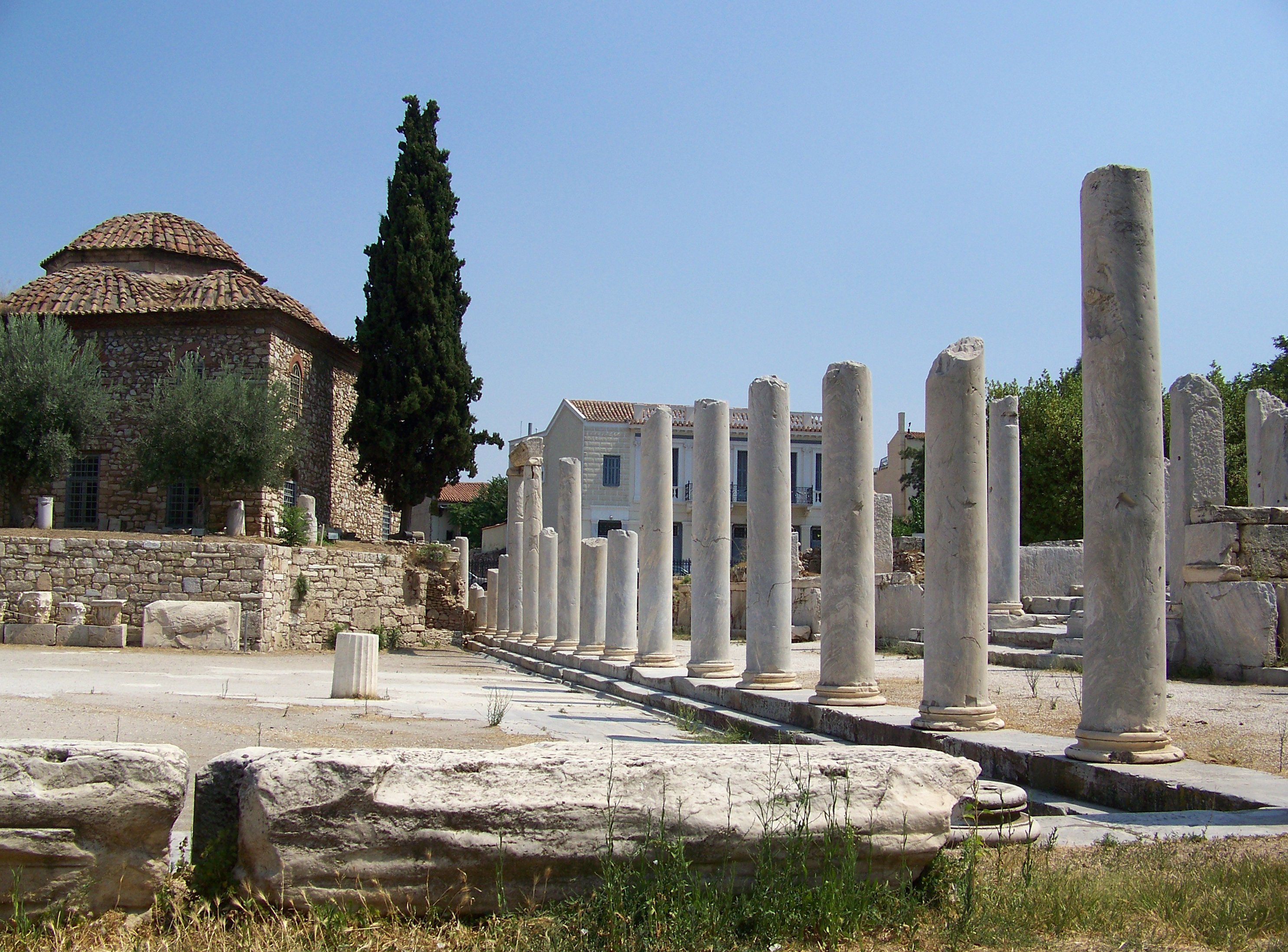
أعمدة قديمة

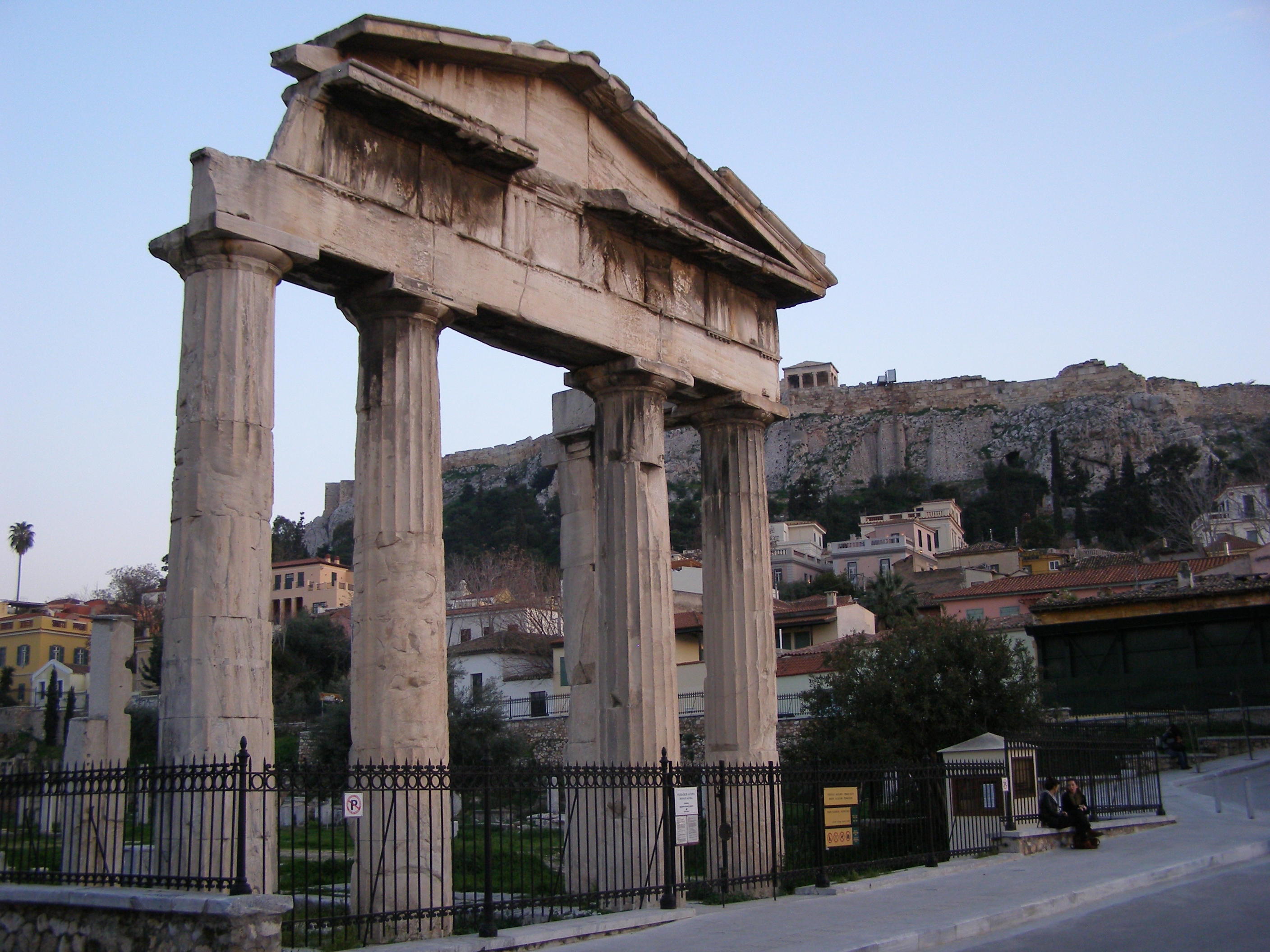
بوابة أثينا أرتشيجيتيس.

الأغورا اليونانية (باليونانية: Ρωμαϊκή Αγορά)‏ في أثينا موجودة في الشمال من أكروبوليس أثينا وإلى الشرق من الأغورا القديمة.

## خلافته للأغورا القديمة
تم التعدي على Agora الأصلي وعرقلة من قبل سلسلة من المباني الرومانية، بدءًا من هدية العائلة الإمبراطورية للأثينيين من قصيدة كبيرة (قاعة الحفلات الموسيقية). قام ببناء أوديون أغريبا في حوالي 15 قبل الميلاد، وقياسه 51.4 × 43.2 مترًا، وارتفع عدة طوابق في الارتفاع، وكونه يقع شمال الرواق الأوسط مباشرةً، فقد أعاق أغورا القديمة.في مقابل القصيدة، بنى الأثينيون تمثالًا لأغريبا في موقع أغورا السابقة؛ لقد بنوها على قاعدة أعيد تدويرها من تمثال سابق بتغطية النقش القديم بآخر جديد.

## المباني والمنشئات
- برج الرياح
- بوابة أثينا أرتشيجيتيس
- البروبيلايا الشرقية
- مسجد فتحية
- الأغورا  (السوق)

## ببليوجرافيا
- Camp، John M. (2001). The Archaeology of Athens. Yale University Press. ISBN:0300081979.

## روابط خارجية
- The Roman Agora & the Tower of Winds at The Stoa Consortium (www.stoa.org).
- The Roman Agora: the first commercial centre of Athens at National Hellenistic Research Foundation (www.eie.gr).

إحداثيات: 37°58′27″N 23°43′35″E / 37.9742°N 23.7265°E